# Orthocis zoufali
Orthocis zoufali es una especie de coleóptero de la familia Ciidae.

## Distribución geográfica
Habita en el sureste de Europa.